# Coalició Europea
Coalició Europea fou una coalició electoral de diferents partits d'àmbit espanyol per presentar-se junts a les Eleccions al Parlament Europeu de 1999 i les Eleccions al Parlament Europeu de 2004.

## Eleccions al Parlament Europeu de 1999
En aquestes eleccions es van aplegar diversos partits nacionalistes o regionalistes de centre i centredreta: Coalició Canària (CC), Partit Aragonès (PAR), Partit Andalusista (PA) i Unió Valenciana (UV). Els quatre primers llocs de la llista van ser ocupats per Isidoro Sánchez (CC), Carlos Bautista (PA), Enric Monsonís Domingo (UV) i Juan Manuel Ferrández Lezaún (PAR). La coalició va obtenir un total de 677.094 vots Espanya (3,2%), sent la cinquena força política i obtenint dos dels 64 eurodiputats en joc. La coalició va obtenir els seus millors resultats a Andalusia (246.847 vots, 6,64%), Aragó (60.186 vots, 9,27%), Canàries (276.186 vots, 33,78%, la primera força de la comunitat) i País Valencià (89.785 vots, 3,96%), sense sobrepassar el 0,1% en cap altra comunitat autònoma.
D'acord amb els pactes de coalició, s'establiren dos torns per a cada escó obtingut. Per al primer escó, el primer torn l'ocupà el cap de llista, Isidoro Sánchez (20 de juliol de 1999 - 19 de març de 2003), que s'integrà en el grup del Partit dels Liberals Demòcrates i Reformistes Europeus. Posteriorment dimití i el seu càrrec fou ocupat per Enric Monsonís (26 de març de 2003 - 19 de juliol de 2004), que va romandre en el mateix grup. El segon escó fou ocupat successivament per Carlos Bautista (20 de juliol de 1999 - 6 de juliol de 2003), en el grup Els Verds-Aliança Lliure Europea, i Juan Manuel Ferrández (7 de juliol de 2003 - 19 de juliol de 2004), en el mateix grup.

### Integrants
| Partits | Partits                 |
| ------- | ----------------------- |
|         | Coalició Canària (CC)   |
|         | Unió Valenciana (UV)    |
|         | Partit Aragonès (PAR)   |
|         | Partit Andalusista (PA) |

## Eleccions al Parlament Europeu de 2004
En aquestes eleccions van formar la coalició partits de caràcter regionalista de centre i centredreta com Unió Valenciana i Partit Aragonès, encara que també els havia de centreesquerra com el Partit Andalusista o el Partíu Asturianista. Els seus integrants foren Coalició Canària (CC), Partit Aragonès (PAR), Partit Andalusista (PA) i Unió Valenciana (UV), als que s'hi afegiren aquest cop Convergència de Demòcrates de Navarra (CDN), Unió Mallorquina (UM), Partíu Asturianista (PAS) i Extremadura Unida (EU). Tots els membres de la coalició tenien llavors representació a les seves assemblees autonòmiques, excepte UV, PAS i EU. Molts d'aquests partits han arribat a acords d'integració en llistes conjuntes o governs de coalició amb el Partit Popular. Els quatre primers llocs de la llista van ser ocupats per Alejandro Rojas-Marcos (PA), Alfredo Belda Quintana (CC), Valero Eustaquio (UV) i Juan Manuel Ferrández Lezaún (PAR).
La coalició va obtenir un total de 197.231 vots (1,27%), sent les sisena força política, però perdent els dos eurodiputats que havia aconseguit a les anteriors eleccions. La coalició va obtenir els seus millors resultats a Andalusia (63.783 vots, 2,57%), Aragó (14.157 vots, 2,94%), Illes Balears (8.120 vots, 3,11%), Illes Canàries (90.619 vots, 16,92%) i País Valencià (19.627 vots, 1,12%), sense sobrepassar el 0,5% en cap altra comunitat autònoma. El principal impulsor d'aquesta coalició, Coalició Canària, va obtenir el 16,62% de vots a les illes, el resultat més baix de la seva història. Així mateix, ni el PAR ni el PA van aconseguir superar el 3% de vots en les seves respectives autonomies. Altres components de la coalició, com Unió Valenciana, estan també en crisi de resultats, ja que només va rebre el 0,48% de vots al País Valencià.

### Integrants
| Partits | Partits                                     |
| ------- | ------------------------------------------- |
|         | Coalició Canària (CC)                       |
|         | Unió Valenciana (UV)                        |
|         | Partit Aragonès (PAR)                       |
|         | Partit Andalusista (PA)                     |
|         | Unió Mallorquina (UM)                       |
|         | Convergència de Demòcrates de Navarra (CDN) |
|         | Extremadura Unida (EU)                      |
|         | Partit Asturianista (PAS)                   |

## Resultats electorals
| Parlament Europeu |              |      |        |     |
| Any               | Vots         | %    | Escons | +/- |
| 1999              | 677,094 (#5) | 3.20 | 2 / 64 | Nou |
| 2004              | 197,231 (#6) | 1.27 | 0 / 54 | 2   |